# Euproctis tagalica
Euproctis tagalica är en fjärilsart som beskrevs av Aurivillius 1894. Euproctis tagalica ingår i släktet Euproctis och familjen tofsspinnare. Inga underarter finns listade i Catalogue of Life.